# Internazionali di Tennis di Baviera 1997 - Qualificazioni doppio
Le qualificazioni del doppio degli Internazionali di Tennis di Baviera 1997 sono state un torneo di tennis preliminare per accedere alla fase finale della manifestazione. I vincitori dell'ultimo turno sono entrati di diritto nel tabellone principale. In caso di ritiro di uno o più giocatori aventi diritto a questi sono subentrati i lucky loser, ossia i giocatori che hanno perso nell'ultimo turno ma che avevano una classifica più alta rispetto agli altri partecipanti che avevano comunque perso nel turno finale.
Le qualificazioni del doppio del torneo BMW Open 1997 prevedevano 4 coppie partecipanti di cui una è entrata nel tabellone principale.

## Teste di serie
1. Alberto Berasategui /  Jordi Burillo (ultimo turno)

1. Bill Behrens /  David DiLucia (Qualificati)

## Qualificati
1. Bill Behrens  /   David DiLucia

## Tabellone

### Legenda
| - Q = Qualificato - WC = Wild card - LL = Lucky loser | - ALT = Alternate - SE = Special Exempt - PR = Protected Ranking | - w/o = Walkover - r = Ritirato - d = Squalificato |

|  | Primo turno | Primo turno                       | Primo turno                       | Primo turno | Primo turno |  |  | Ultimo turno | Ultimo turno                      | Ultimo turno | Ultimo turno | Ultimo turno |  |
|  |             |                                   |                                   |             |             |  |  |              |                                   |              |              |              |  |
|  | 1           | Alberto Berasategui Jordi Burillo | 7                                 | 5           | 6           |  |  |              |                                   |              |              |              |  |
|  |             | Sláva Doseděl Dominik Hrbatý      | 5                                 | 7           | 4           |  |  | 1            | Alberto Berasategui Jordi Burillo | 6            | 2            | 4            |  |
|  | 2           | Bill Behrens David DiLucia        | Bill Behrens David DiLucia        | 7           | 6           |  |  | 2            | Bill Behrens David DiLucia        | 4            | 6            | 6            |  |
|  |             | Michael Geserer Thomas Gollwitzer | Michael Geserer Thomas Gollwitzer | 6           | 4           |  |  |              |                                   |              |              |              |  |